# Championnat de France féminin de football 2007-2008
Navigation
Édition précédente Édition suivante
La Division 1 2007-2008  est la 34e édition du championnat de France féminin de football. Le premier niveau du championnat féminin oppose douze clubs français en une série de vingt-deux rencontres jouées durant la saison de football. La compétition débute le 2 septembre 2007 et s'achève le 8 juin 2008.
La première place du championnat est qualificative pour la coupe féminine de l'UEFA alors que les deux dernières places sont synonymes de relégation en division 2.
Lors de l'exercice précédent, le FC Vendenheim et le RC Saint-Étienne ont gagné le droit d'évoluer dans cette compétition après avoir respectivement fini premier et deuxième du tournoi final de division 2. L'Évreux ACF est quant à lui promu en remplacement du CNFE Clairefontaine qui évoluait jusqu'à présent à ce niveau.
L'Olympique lyonnais, champion en 2007, est quant à lui le représentant français à la coupe féminine de l'UEFA 2007-2008.
À l'issue de la saison, l'Olympique lyonnais décroche son sixième titre de champion de France, ne concédant aucune défaite et n'encaissant que quatre buts en 22 rencontres. Dans le bas du classement, l'Évreux ACF et l'ESOFV La Roche-sur-Yon sont relégués après respectivement une et trois saisons au plus haut niveau.
| \| Olympique lyonnais Paris SG Montpellier HSC FCF Juvisy RC Saint-Étienne FCF Hénin-Beaumont Stade briochin Toulouse FC ASJ Soyaux FC Vendenheim ESOFV La Roche-sur-Yon Évreux ACF \| Localisation des clubs engagés dans le championnat. |
| Olympique lyonnais Paris SG Montpellier HSC FCF Juvisy RC Saint-Étienne FCF Hénin-Beaumont Stade briochin Toulouse FC ASJ Soyaux FC Vendenheim ESOFV La Roche-sur-Yon Évreux ACF                                                           |

## Participants
Ce tableau présente les douze équipes qualifiées pour disputer le championnat 2007-2008. On y trouve le nom des clubs, la date de création du club, l'année de la dernière montée au sein de l'élite, leur classement de la saison précédente, le nom des stades ainsi que la capacité de ces derniers.
Légende des couleurs
- Qualifié pour le premier tour de la Coupe féminine de l'UEFA 2007-2008.
- Promu de Division 2.

| Nom du club            | Date de création | Dernière montée | Classement 2006-2007 | Stade                  | Capacité | Victoires en championnat |
| ---------------------- | ---------------- | --------------- | -------------------- | ---------------------- | -------- | ------------------------ |
| Olympique lyonnais     | 1970             | 1978            | 1                    | Plaine de Gerland      | 2 200    | 5                        |
| Montpellier HSC        | -                | 1997            | 2                    | Stade Joseph Blanc     | 1 000    | 2                        |
| FCF Juvisy             | 1971             | 1986            | 3                    | Stade Georges Maquin   | 2 000    | 6                        |
| ASJ Soyaux             | 1968             | -               | 4                    | Stade Léo Lagrange     | 4 800    | 1                        |
| Stade briochin         | 1973             | 2006            | 6                    | Stade Fred-Aubert      | 13 500   | 1                        |
| Paris Saint-Germain    | 1971             | 2001            | 7                    | Stade Georges-Lefèvre  | 3 500    | /                        |
| Toulouse FC            | 1980             | 1994            | 8                    | Stade de la Ramée      | 3 000    | 4                        |
| ESOFV La Roche-sur-Yon | 1978             | 2005            | 9                    | Stade de Saint-André   | 1 800    | /                        |
| FCF Hénin-Beaumont     | 1972             | 2003            | 10                   | Stade Raymonde Delabre | 500      | /                        |
| FC Vendenheim          | 1974             | 2007            | D2                   | Stade Waldeck          | 4 800    | /                        |
| RC Saint-Étienne       | 1977             | 2007            | D2                   | Stade Léon Nautin      | 1 500    | /                        |
| Évreux ACF             | 1997             | 2007            | D2                   | Stade Jean Bouin       | -        | /                        |

## Compétition

### Classement
Le classement est calculé avec le barème de points suivant : une victoire vaut quatre points, le match nul deux et la défaite un.
Critères de départage en cas d'égalité au classement :
1. classement aux points des matchs joués entre les clubs ex æquo ;
2. différence entre les buts marqués et les buts concédés par chacun d’eux au cours des matchs qui les ont opposés ;
3. différence entre les buts marqués et les buts concédés sur la totalité des matchs joués dans le championnat ;
4. plus grand nombre de buts marqués sur la totalité des matchs joués dans le championnat ;
5. en cas de nouvelle égalité, une rencontre supplémentaire aura lieu sur terrain neutre avec, éventuellement, l’épreuve des tirs au but.

| Rang | Équipe                  | Pts | J  | G  | N | P  | Bp | Bc | Diff |
| ---- | ----------------------- | --- | -- | -- | - | -- | -- | -- | ---- |
| 1    | Olympique lyonnais T CF | 80  | 22 | 18 | 4 | 0  | 93 | 4  | +89  |
| 2    | FCF Juvisy              | 73  | 22 | 15 | 6 | 1  | 72 | 13 | +59  |
| 3    | Montpellier HSC         | 63  | 22 | 11 | 8 | 3  | 43 | 15 | +28  |
| 4    | RC Saint-Étienne P      | 56  | 22 | 10 | 4 | 8  | 28 | 22 | +6   |
| 5    | Paris SG                | 53  | 22 | 9  | 4 | 9  | 25 | 33 | -8   |
| 6    | ASJ Soyaux              | 52  | 22 | 9  | 3 | 10 | 31 | 32 | -1   |
| 7    | FC Vendenheim P         | 49  | 22 | 8  | 3 | 11 | 34 | 60 | -26  |
| 8    | Toulouse FC             | 48  | 22 | 8  | 2 | 12 | 26 | 46 | -20  |
| 9    | FCF Hénin-Beaumont      | 46  | 22 | 8  | 0 | 14 | 29 | 58 | -29  |
| 10   | Stade briochin          | 43  | 22 | 6  | 3 | 13 | 28 | 54 | -26  |
| 11   | ESOFV La Roche-sur-Yon  | 41  | 22 | 6  | 1 | 15 | 20 | 38 | -18  |
| 12   | Évreux ACF P            | 35  | 22 | 3  | 4 | 15 | 11 | 65 | -54  |

|  | Qualifié pour la Coupe UEFA 2008-2009 (Second tour). |
|  | Relégué en Division 2. |
|  | T Tenant du titre. P Promu de Division 2. CF Vainqueur du Challenge de France 2007-2008. Pts points ; G victoires ; N match nuls ; P défaites Bp buts marqués ; Bc buts encaissés ; Diff différence de buts |

### Résultats
Source : Championnat de France de D1 2007-2008 - Calendrier, sur statsfootofeminin.fr
| Résultats (▼dom., ►ext.)                                   | Évr  | Hén  | Juv | RsY | Lyo | Mon | Par | Bri | Sai | Soy | Tou  | Ven  |
| Évreux ACF                                                 |      | 0-3  | 1-6 | 1-0 | 0-2 | 0-0 | 0-0 | 2-2 | 1-1 | 0-1 | 0-3  | 1-0  |
| FCF Hénin-Beaumont                                         | 6-0  |      | 0-4 | 0-2 | 0-5 | 2-1 | 0-2 | 3-2 | 3-2 | 0-2 | 4-2  | 0-2  |
| FCF Juvisy                                                 | 14-2 | 2-0  |     | 4-0 | 1-1 | 0-1 | 1-1 | 7-0 | 1-0 | 2-1 | 0-0  | 6-1  |
| ESOFV La Roche-sur-Yon                                     | 2-0  | 0-3  | 0-0 |     | 1-5 | 1-3 | 1-2 | 2-3 | 2-3 | 3-1 | 3-0  | 1-0  |
| Olympique lyonnais                                         | 9-0  | 11-0 | 0-0 | 4-0 |     | 0-0 | 4-0 | 8-1 | 1-0 | 6-0 | 10-0 | 10-0 |
| Montpellier HSC                                            | 3-0  | 4-0  | 2-2 | 1-2 | 0-2 |     | 5-1 | 2-1 | 1-0 | 0-0 | 1-1  | 5-0  |
| Paris SG                                                   | 1-2  | 1-0  | 0-2 | 1-0 | 0-2 | 0-7 |     | 1-0 | 3-0 | 0-3 | 0-1  | 2-2  |
| Stade briochin                                             | 3-0  | 3-2  | 0-4 | 1-0 | 1-6 | 2-2 | 0-5 |     | 0-1 | 2-4 | 2-0  | 0-2  |
| RC Saint-Étienne                                           | 2-0  | 2-0  | 1-2 | 1-0 | 0-0 | 1-1 | 0-0 | 1-0 |     | 1-0 | 3-0  | 1-3  |
| ASJ Soyaux                                                 | 2-1  | 1-2  | 0-3 | 2-0 | 0-3 | 0-1 | 0-1 | 1-1 | 2-0 |     | 3-1  | 5-0  |
| Toulouse FC                                                | 3-0  | 3-1  | 0-4 | 1-0 | 0-1 | 0-3 | 0-3 | 1-0 | 0-1 | 4-2 |      | 5-2  |
| FC Vendenheim                                              | 2-0  | 7-0  | 2-7 | 2-0 | 0-3 | 0-0 | 3-1 | 0-4 | 2-7 | 1-1 | 3-1  |      |
| - Victoire à domicile - Match nul - Victoire à l'extérieur |      |      |     |     |     |     |     |     |     |     |      |      |

## Bilan de la saison
| Championnat de France féminin de football 2007-2008 |                               |
| Champion                                            | Olympique lyonnais (2e titre) |
| Dauphin                                             | FCF Juvisy                    |
| Coupes et trophées                                  |                               |
| Vainqueur Challenge de France 2007-2008             | Olympique lyonnais            |
| Qualifications continentales                        |                               |
| Coupe UEFA 2008-2009                                | Olympique lyonnais            |
| Promotions et relégations                           |                               |
| Promus en Division 1                                | FCF Nord Allier Yzeure        |
| Promus en Division 1                                | FCF Condéen                   |
| Relégués en Division 2                              | Évreux ACF                    |
| Relégués en Division 2                              | ESOFV La Roche-sur-Yon        |

## Statistiques
Leader du championnat
Évolution du classement
- Qualifié pour la Coupe féminine de l'UEFA.
- Relégué en Division 2.

| Club                   | 1  | 2  | 3  | 4  | 5  | 6  | 7  | 8  | 9  | 10 | 11 | 12 | 13 | 14 | 15 | 16 | 17 | 18 | 19 | 20 | 21 | 22 |
| ---------------------- | -- | -- | -- | -- | -- | -- | -- | -- | -- | -- | -- | -- | -- | -- | -- | -- | -- | -- | -- | -- | -- | -- |
| FCF Juvisy             | 1  | 4  | 2  | 2  | 2  | 2  | 2  | 2  | 3  | 4  | 3  | 3  | 2  | 2  | 2  | 2  | 2  | 2  | 2  | 2  | 2  | 2  |
| Montpellier HSC        | 3  | 5  | 3  | 4  | 4  | 3  | 3  | 3  | 2  | 2  | 2  | 2  | 3  | 3  | 3  | 3  | 3  | 3  | 3  | 3  | 3  | 3  |
| Olympique lyonnais     | 2  | 2  | 1  | 1  | 1  | 1  | 1  | 1  | 1  | 1  | 1  | 1  | 1  | 1  | 1  | 1  | 1  | 1  | 1  | 1  | 1  | 1  |
| Toulouse FC            | 4  | 6  | 4  | 5  | 5  | 7  | 9  | 10 | 10 | 9  | 8  | 9  | 10 | 8  | 8  | 8  | 8  | 8  | 8  | 8  | 8  | 8  |
| Évreux ACF             | 12 | 10 | 8  | 7  | 6  | 8  | 10 | 9  | 8  | 8  | 9  | 8  | 9  | 9  | 11 | 11 | 12 | 12 | 12 | 12 | 12 | 12 |
| ASJ Soyaux             | 7  | 7  | 7  | 9  | 10 | 11 | 7  | 6  | 6  | 6  | 7  | 6  | 6  | 6  | 6  | 5  | 5  | 5  | 5  | 6  | 6  | 6  |
| FCF Hénin-Beaumont     | 9  | 12 | 12 | 10 | 11 | 12 | 11 | 11 | 12 | 12 | 11 | 11 | 12 | 12 | 10 | 10 | 11 | 11 | 11 | 10 | 9  | 9  |
| Paris SG               | 11 | 11 | 9  | 11 | 9  | 6  | 6  | 7  | 7  | 7  | 6  | 7  | 7  | 7  | 7  | 7  | 7  | 6  | 6  | 5  | 5  | 5  |
| FC Vendenheim          | 5  | 1  | 6  | 6  | 8  | 9  | 5  | 5  | 5  | 5  | 5  | 5  | 5  | 5  | 5  | 6  | 6  | 7  | 7  | 7  | 7  | 7  |
| ESOFV La Roche-sur-Yon | 10 | 9  | 11 | 8  | 7  | 5  | 8  | 8  | 9  | 11 | 12 | 12 | 8  | 10 | 12 | 12 | 10 | 9  | 9  | 11 | 10 | 11 |
| RC Saint-Étienne       | 6  | 3  | 5  | 3  | 3  | 4  | 4  | 4  | 4  | 3  | 4  | 4  | 4  | 4  | 4  | 4  | 4  | 4  | 4  | 4  | 4  | 4  |
| Stade briochin         | 8  | 8  | 10 | 12 | 12 | 10 | 12 | 12 | 11 | 10 | 10 | 10 | 11 | 11 | 9  | 9  | 9  | 10 | 10 | 9  | 11 | 10 |

Moyennes de buts marqués par journée
Ce graphique représente le nombre de buts marqués lors de chaque journée. Il est également indiqué la moyenne totale sur la saison qui est de 20 buts/journée.
| Cls | Joueuse              | Club               | Buts |
| --- | -------------------- | ------------------ | ---- |
| 1   | Laetitia Tonazzi     | FCF Juvisy         | 27   |
| 2   | Sandrine Brétigny    | Olympique lyonnais | 25   |
| 3   | Élodie Ramos         | Montpellier HSC    | 17   |
| 4   | Marie-Laure Delie    | Paris SG           | 16   |
| 5   | Hoda Lattaf          | Olympique lyonnais | 15   |
| 5   | Corinne Lebailly     | FC Vendenheim      | 15   |
| 7   | Amélie Coquet        | FCF Juvisy         | 12   |
| 8   | Julia Dany           | FCF Juvisy         | 11   |
| 8   | Charlotte Lozé       | Montpellier HSC    | 11   |
| 10  | Marie-Pierre Castera | Toulouse FC        | 10   |
| 10  | Katia Da Silva       | Olympique lyonnais | 10   |
| 12  | Nora Coton-Pélagie   | ASJ Soyaux         | 9    |
| 13  | Camille Abily        | Olympique lyonnais | 8    |
| 13  | Louisa Necib         | Olympique lyonnais | 8    |
| 15  | 5 joueuses           | 5 joueuses         | 7    |
| 20  | 5 joueuses           | 5 joueuses         | 6    |
| 25  | 6 joueuses           | 6 joueuses         | 5    |
| 31  | 10 joueuses          | 10 joueuses        | 4    |
| 41  | 9 joueuses           | 9 joueuses         | 3    |
| 50  | 19 joueuses          | 19 joueuses        | 2    |
| 69  | 43 joueuses          | 43 joueuses        | 1    |

| Cls | Joueuse             | Club               | Passes |
| --- | ------------------- | ------------------ | ------ |
| 1   | Sonia Bompastor     | Olympique lyonnais | 20     |
| 2   | Amélie Coquet       | FCF Juvisy         | 10     |
| 3   | Camille Abily       | Olympique lyonnais | 9      |
| 3   | Hoda Lattaf         | Olympique lyonnais | 9      |
| 5   | Inès Dhaou          | Paris SG           | 7      |
| 6   | Sandrine Soubeyrand | FCF Juvisy         | 6      |
| 7   | 4 joueuses          | 4 joueuses         | 5      |
| 11  | 5 joueuses          | 5 joueuses         | 4      |
| 16  | 13 joueuses         | 13 joueuses        | 3      |
| 29  | 30 joueuses         | 30 joueuses        | 2      |
| 59  | 44 joueuses         | 44 joueuses        | 1      |